# Tales of Hearts
Tales of Hearts (テイルズオブハーツ, Teiruzu obu Hātsu) é o décimo primeiro jogo da série principal Tales of e foi lançado exclusivamente para o portátil Nintendo DS em 18 de Dezembro de 2008 no Japão. A desenhista responsável pelos personagens principais é Mutsumi Inomata. O jogo utiliza sprites 2D, backgrounds 3D e é o primeiro título da série a utilizar animações em CG ao invés de anime. O tema principal, "Eien no Ashita" (永遠の明日, "Eternal Tomorrow") é interpretado por Deen, que já havia feito o tema de Tales of Destiny. O jogo foi lançado em duas versões: uma usando a animação produzida pela Production I.G., e a outra utilizando o CG produzido por Shirogumi.

## Jogabilidade
Fora das batalhas, Tales of Hearts possui jogabilidade semelhante a dos outros títulos da série. O jogador visita várias cidades ao longo do jogo, onde ele pode conversar com vários NPCs, comprar items e progredir a história. O jogador também vai a calabouços, onde se encontram diversos inimigos, tesouros e labirintos, nos quais muitas vezes o item Sorcerer's Ring, que já virou símbolo da série, pode resolver problemas e abrir caminhos. Após as batalhas, o jogador adquire Gald (o dinheiro do mundo de Tales of) para comprar várias coisas e experiência para evoluir os personagens da equipe. Para ativar uma batalha, é necessário encostar em inimigos que são visíveis, sendo assim possível evitar batalhas que em outros títulos da série são aleatórias.

### Sistema de Batalhas
Tales of Hearts usa o Combination Aerial Linear Motion Battle System ("Sistema de Batalhas de Movimentação Linear Aérea Combinatória" ou CNAR-LMBS). Como os jogos anteriores na série, Tales of Hearts usa sprites 2D, e o combate acontece em uma linha bidimensional em tempo real, com o jogador controlando um personagem e os outros sendo controlados pelo computador se ninguém mais os estiver controlando. Assim como Tales of the Tempest e Tales of Innocence, apenas três personagens entram no campo de batalha ao mesmo tempo, mas o jogador pode deixar os personagens que não estão lutando participarem, além de usar o combate aéreo, introduzido no "Aerial Linear Motion Battle System" ("Sistema de Batalhas de Movimentação Linear Aérea" ou AR-LMBS) de Tales of Destiny Remake.
Ao invés do TP visto nos outros títulos da série, todos os personagens possuem uma "Emotional Gauge" (EG), baseada no sistema de CC (Capacity Core) de Tales of Destiny Remake, onde o jogador é livre para criar quaisquer combos de ataques, habilidades ou magias até que a barra esvazie, e a barra é preenchida automaticamente ao se terminar um combo.
Todos os membros da equipe possuem uma "Combination Gauge" (CG). Através de qualquer tipo de ações, como habilidades, saltos ou ataques comuns, a barra vai aumentando. Essa barra é consumida quando o jogador chama um personagem que não está na batalha para utilizar um de seus ataques, ou comanda a equipe a executar um movimento. Isso é chamado de "Connect Command". O jogador também pode usar Unision Attacks através do uso de uma certa habilidade com o personagem controlado no momento e do comando para que outro personagem execute outro ataque específico. Além disso, é possível chamar personagens de jogos anteriores para ajudar na batalha, como por exemplo, Jade de Tales of the Abyss, Lloyd de Tales of Symphonia e Judas de Tales of Destiny 2, e muitos outros personagens de outros jogos da Namco, como Yayoi Takatsuki de The Idolmaster e KOS-MOS de Xenosaga.
Existem ainda nove atributos: Fire, Water, Wind, Earth, Light, Dark, Slash, Strike, and Shoot. Ao atacar o ponto fraco do inimigo, o dano e até a chance de causar um ataque crítico aumentam consideravelmente.

### Customização
No jogo, customização se dá através do sistema de "Soma Build", através do qual o jogador pode evoluir a Soma (as armas) de todos os personagens e controlar seu crescimento. O jogador pode utilizar matérias-primas encontradas ao longo do jogo para aprender várias habilidades, ou "Soma Skills" (existem quatro tipos: Parâmetro, Batalha, Ação e Suporte) ou dar diversos bônus de atributos, como ataque ou defesa, à um personagem.
Quando a Soma Build é feita em uma arma muitas vezes, a arma pode passar por um processo chamado de "Soma Evolve", onde a Soma toma uma nova forma e nome e abre novas Soma Skills e novos bônus de atributos.

### Soma Link
Ao longo do jogo há vários eventos onde o jogador pode escolher diferentes opções referentes a outro personagem chamados de "Soma Link". Se as opções certas forem escolhidas, algumas cenas serão mudadas e tal personagem pode ganhar pontos em seu "Soma Link Value". Esse sistema se assemelha muito ao Affection System de Tales of Symphonia, mas, diferente de seu predecessor, o personagem pode aprender diversas habilidades através de Soma Link.

### Spir Link e Spir Maze
Com o uso da Soma, a equipe pode entrar no coração das pessoas, chamado de "Spir Link". A mente da pessoa é um labirinto chamado de "Spir Maze", um lugar cheio de items raros e outras coisas a serem encontradas. É possível entrar nesses labirintos tanto durante a história principal quanto através de NPCs espalhados no jogo. A grande novidade, no entanto, é que é possível jogar com outras pessoas em qualquer Spir Maze, ou seja, é o único lugar do jogo onde o Multiplayer está habilitado.

### Recovery Stones
As Recovery Stones (治癒石, Chiyu Ishi) tomam o lugar do famoso sistema de cozinha da série. As "rochas recuperativas" podem ser usadas a qualquer momento durante uma batalha para recuperar HP ou outros efeitos variados. Quando a Recovery Stone é usada, ela consome "Heal Energy", que pode ser recuperada em lojas específicas nas cidades e nos calabouços. Nas lojas, o jogador pode também pagar para aumentar o número de efeitos que podem ser configurados às pedras, expandir a quantidade de energia ou comprar mais efeitos que podem ser utilizados permanentemente.

### Acessórios
Os acessórios são os únicos equipamentos do jogo, visto que as armas são as Soma, que são evoluídas pelo próprio jogador. Em lojas de acessórios, o jogador pode fazer os itens mais variados, desde que possua os materiais necessários. Os acessórios também podem ser revertidos em matéria-prima, que pode ser usada para a fabricação de novos acessórios.

## Áudio
A música de Tales of Hearts foi composta por Motoi Sakuraba, o compositor mais comum na série. A Tales of Hearts Original Soundtrack foi lançada em dois CDs pela BMG Japan em 2008. A música tema do jogo, "Eien no Ashita", cantada por Deen (que também cantou "Yume de Aru You ni" de Tales of Destiny) foi lançada como um Single pela BMG Japan em 2008.